# Ziolkowski-Insel
Die Ziolkowski-Insel (russisch Остров Циолковский Ostrow Ziolkowski) ist die größere zweier vereister Inseln im Fimbul-Schelfeis vor der Prinzessin-Martha-Küste des ostantarktischen Königin-Maud-Lands. Sie liegt unmittelbar südwestlich der kleineren Insel Kroshka Island.
Sowjetische Wissenschaftler nahmen 1961 die erste Kartierung und die Benennung vor. Namensgeber ist der russische Raumfahrtpionier Konstantin Eduardowitsch Ziolkowski (1857–1935).